# رب

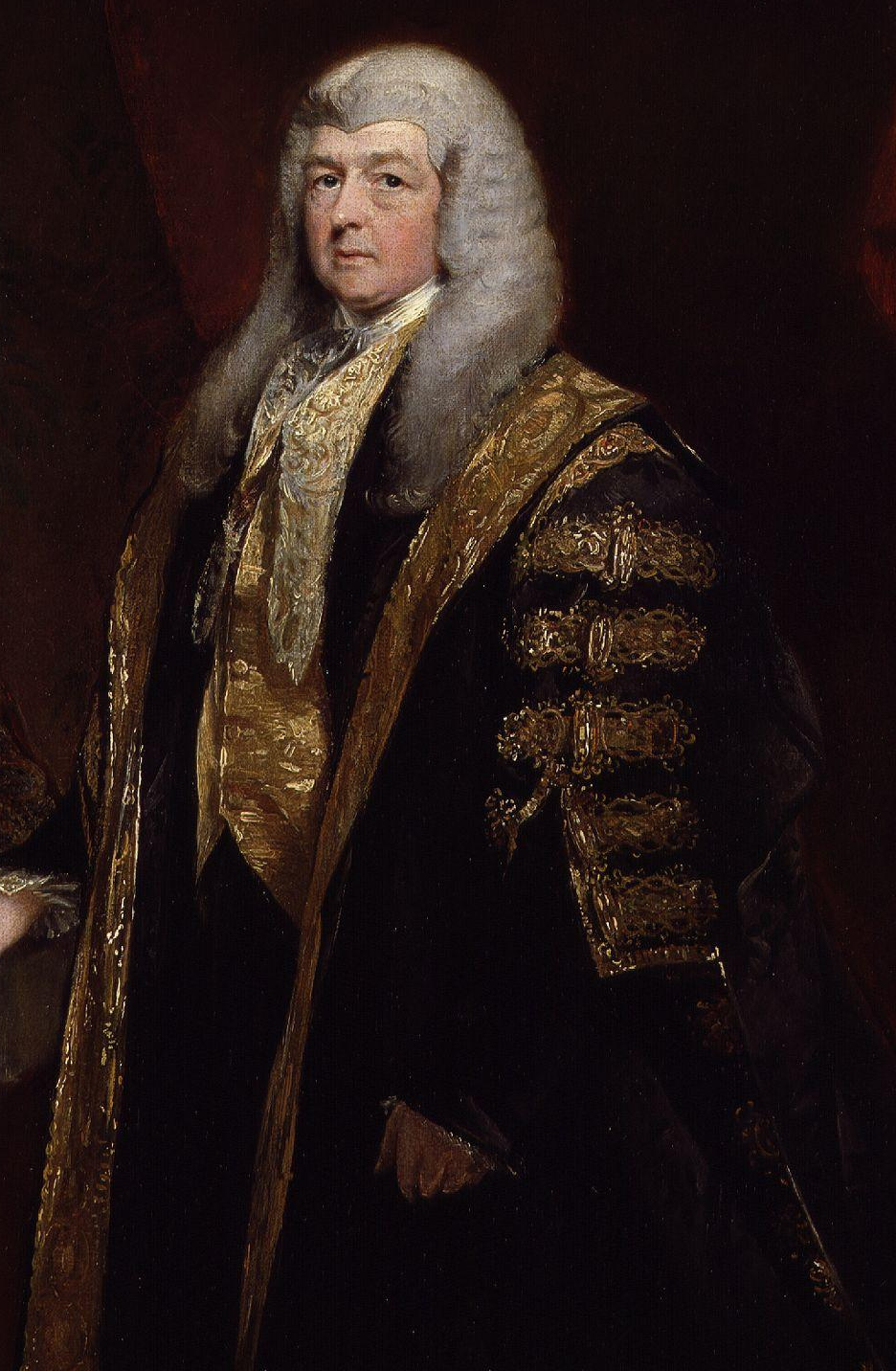

الربّ مصطلح يستخدم غالباً بشكل مترافق مع الإله لكنه يحمل معنى العناية وتدبير شؤون الخلق.

## تأصيل
أصل الكلمة اللغوي هو فعل «رَبّ» بمعنى أزاد كما تظهر بنفس المعنى في اللغات السامية الأخرى تحت جذر ر-ب-ب. تطور معنى الكلمة إلى السيادة ومن ثم الألوهية في اللغات الآرامية والكنعانية فأصبحت تدل على السيادة والعظمة كما انتقلت بهذا المعنى إلى لغات أخرى كالعربية والجعزية والبهلوية.
نادرا ما استعمل هذا اللفظ للدلالة على الله قبل المسيحية غير أنها اتخذت معنى الألوهية بتأثير السريانية كما ظهرت في الأشعار الجاهلية أحيانا بهذا المعنى. أصبحت الكلمة بظهور الإسلام تدل على الله حصرا وخاصة عند تعريفها.

## النظام الإقطاعي
في ظل النظام الإقطاعي لفظ الرب (Lord) له معاني واسعة ومتنوعة. وكان الرب الكبير "overlord" هو الشخص الذي من حقه منح حيازة الأراضي أو القصور إلى المقطع تحت أشكال مختلفة من الحيازة. والمصطلح الحديث «مالك الأرض landlord» يعود بتاريخه لفترة الإقطاع سالفة الذكر. وكانت «اللورد لييج liege lord» هو الشخص الذي يؤدي أمامه المقطع اليمين الدستورية. ولم يكن لأي من هذه الشروط كرامات اسمية وإنما فقط تسميات تصف واقعاً، فكانت تصف العلاقات بين شخصين داخل النظام الاجتماعي الإقطاعي الشديد الطبقية. على سبيل المثال فالرجل قد يكون رب مزرعة لمستأجريه لكنه مقطعاً لربه الكبير overlord، والذي بدوره مقطعاً للملك. وبينما كان الفارس رب مزرعة، كما كان الحال عموماً، فيشار إليه في الوثائق المعاصرة بأنه على سبيل المثال: «جون (اسم)، فارس ورب (اسم المزرعة)». وكان البارون الإقطاعي كرامة اسمية حقيقية، وله حق حضور البرلمان، ولكن حتى البارون الإقطاعي ورب العديد من العزبات كان مقطعاً للملك.

## وصلات خارجية
- اسم الله الرب: موسوعة النابلسي للعلوم الإسلامية
- معنى كلمة الرب في اللغة العربية
- الرب في الإسلام